# Fort 3
Fort 3 is een fort gelegen te Borsbeek aan de Zoomweg en onderdeel van de onder Henri Alexis Brialmont gebouwde Brialmontgordel. Dit fort van Borsbeek is ook als Fort Luitenant Naeyaert bekend.
Er werd in 1859 begonnen met de bouw en het werd voltooid in 1864. Het was het eerste fort van de tweede zuidelijke gordel dat als voorbeeldfort werd gebouwd. Daarom wijkt het ontwerp af van de later volgens een goedkoper eenvoudiger plan gebouwde forten. Bijzonder is de escarpgalerij met schietgaten en kanonopeningen voor extra grachtverdediging. Het hoofdfrontgebouw en de toegangen tot de halve caponnières verschillen van de andere forten en er zijn meer kazernegebouwen aanwezig. Ook het ontwerp van de toegang naar het reduit, geflankeerd door torentjes maken het fort uniek.

## Tweede Wereldoorlog en Koude Oorlog
Tijdens de Duitse bezetting werd het fort in de verdediging van de luchthaven Deurne opgenomen. Er werd voor vliegtuigen ook een kalibreerschijf geplaatst. Op de terreplein van het fort was een tijdelijke begraafplaats voor gevallen vijandige piloten ingericht. Ook tijdens de Koude Oorlog speelde het fort met het aanliggende in Mortsel op een zijspoor van spoorlijn 15 gelegen goederenstation Fort 3 een belangrijke rol.

## Huidige situatie
In 2003 werden het hoofdfront met caponnière, de halve zijcaponnières, de gracht voor het hoofdfront en het buitenglacis beschermd als monument. Het grootste gedeelte is nu groengebied met o.a. wandelpaden, een speeltuin en een speelbos. Fort 3 is geselecteerd als Habitatrichtlijngebied. Dit fort is het belangrijkste Brialmontfort voor de overwintering van vleermuizen. Het fort ligt aan het verlengde van de startbaan van de luchthaven van Deurne. Het Mortselse gedeelte van het voormalige militair domein Fort 3 werd door Mortsel afgestaan en bij de gemeente Borsbeek gevoegd dat hierbij in oppervlakte groeide zodat de afsluiting van het militair domein aan de Zoomweg en de Fortstraat tussen de Fortloop en de Koudebeek nu de gemeentegrens vormt tussen beide gemeenten. Het aangrenzende station Fort 3 bleef wel bij Mortsel. De halve linkerzijcaponnière werd tussen 2020 en 2022 gerestaureerd en werd op dinsdag 6 september 2022 met de zaal Luitenant geopend. Ook de halve rechterzijcaponnière waarin zich nog een voormalige kapel bevindt, wil men nog restaureren. De dubbele caponnière en het binnenfort (reduit) werden door ontploffingen tijdens de militaire periode zwaarder beschadigd en staan niet op een lijst voor directe restauratie maar zijn wel voor de vleermuizen interessant.

## Fotogalerij

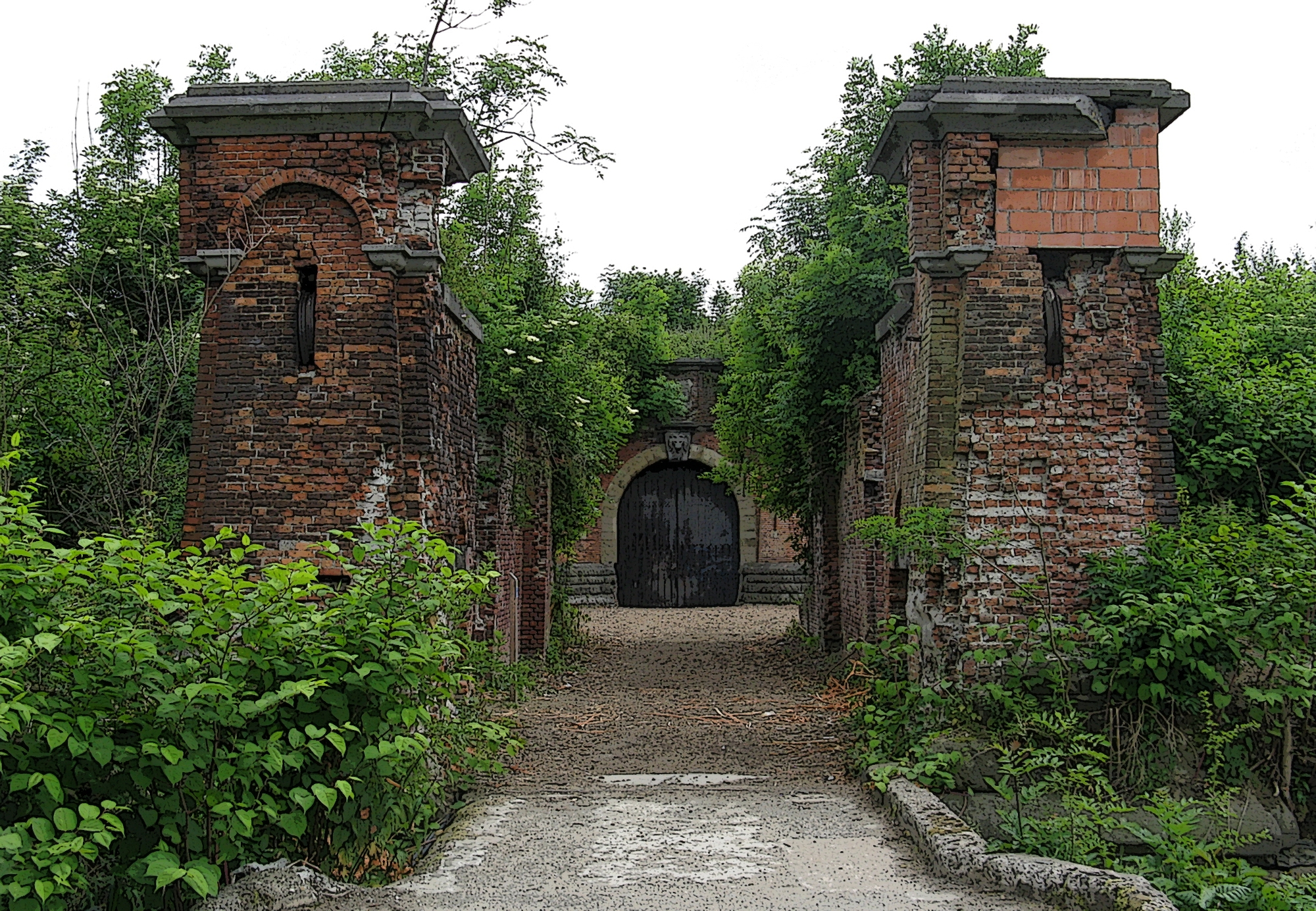
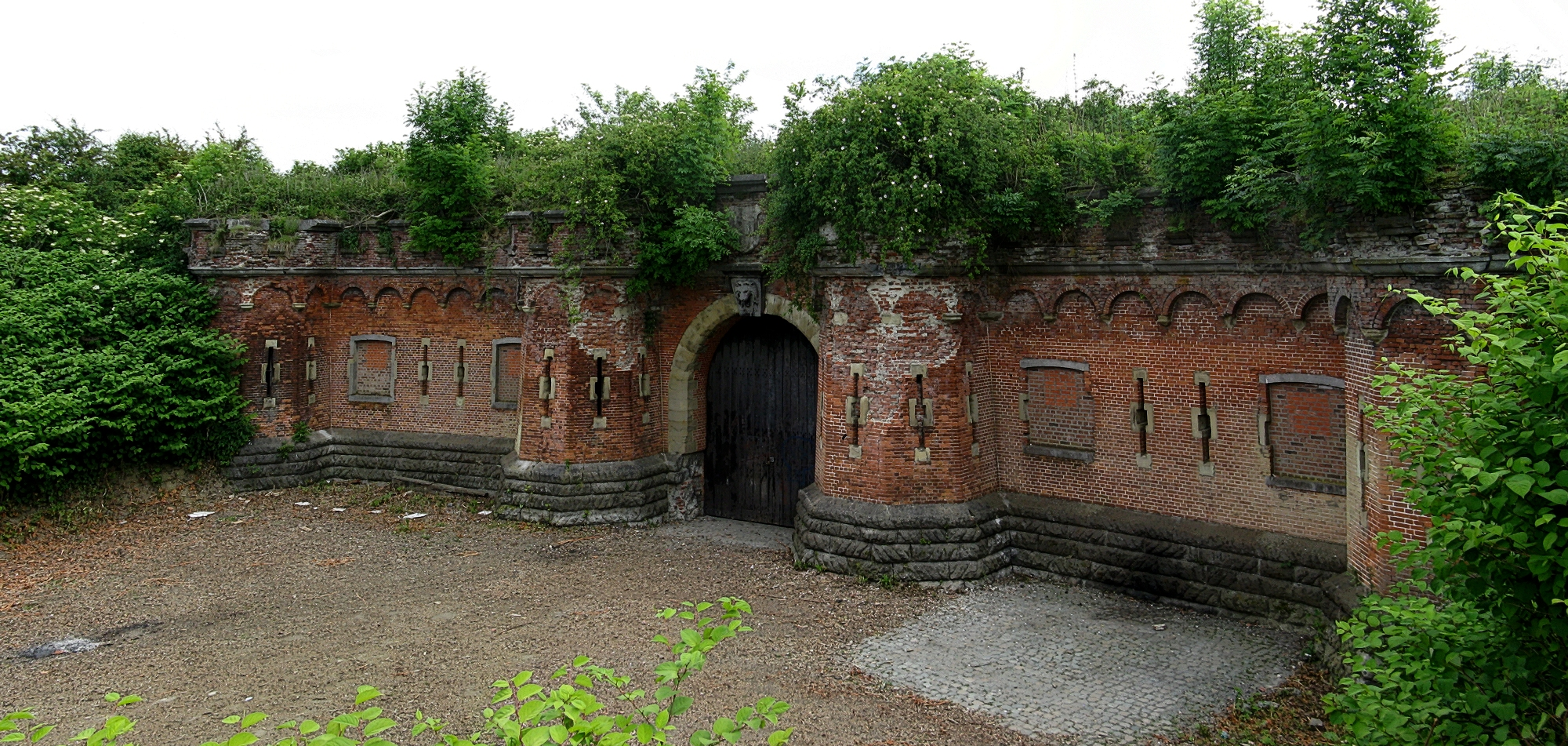
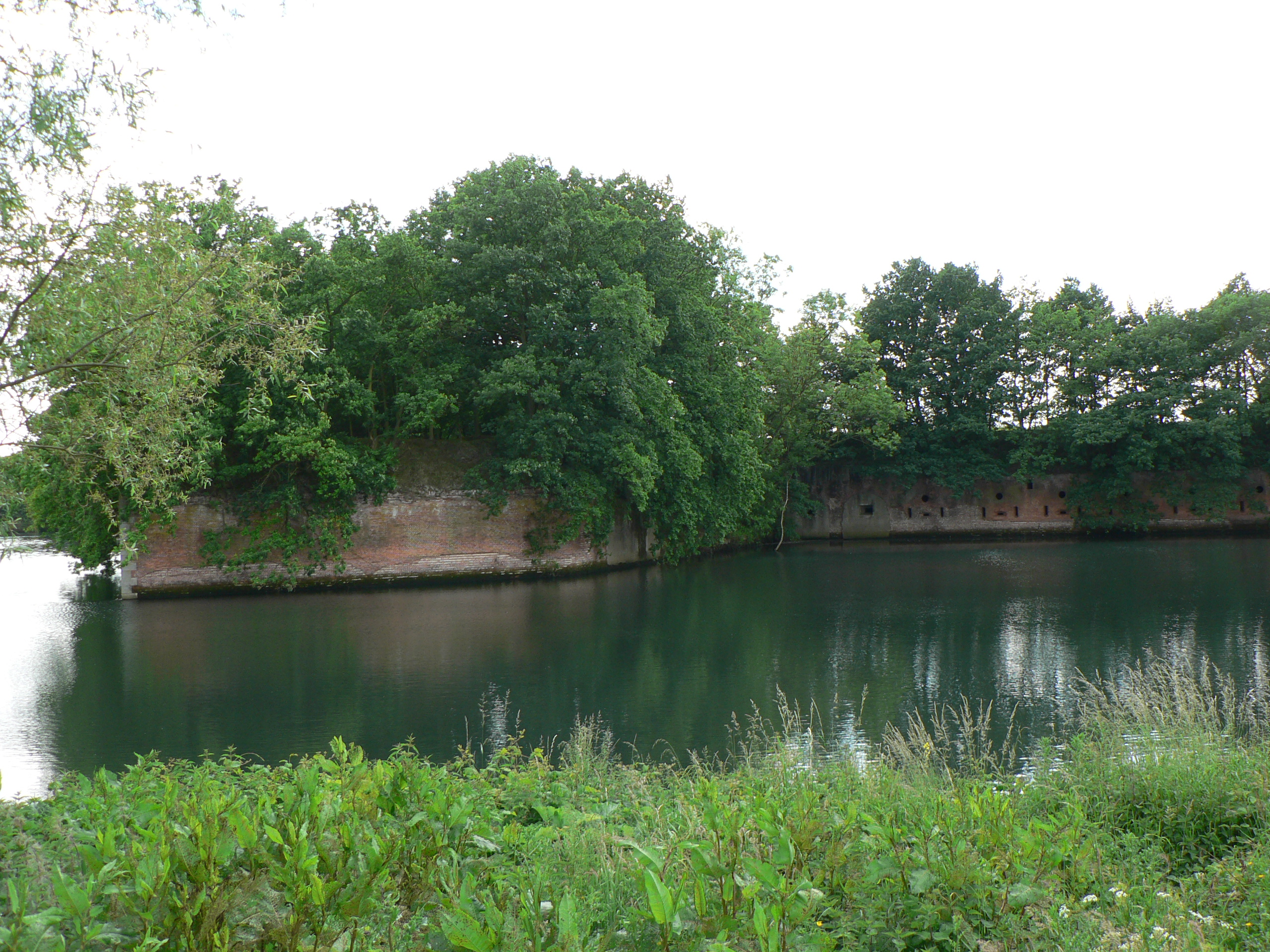
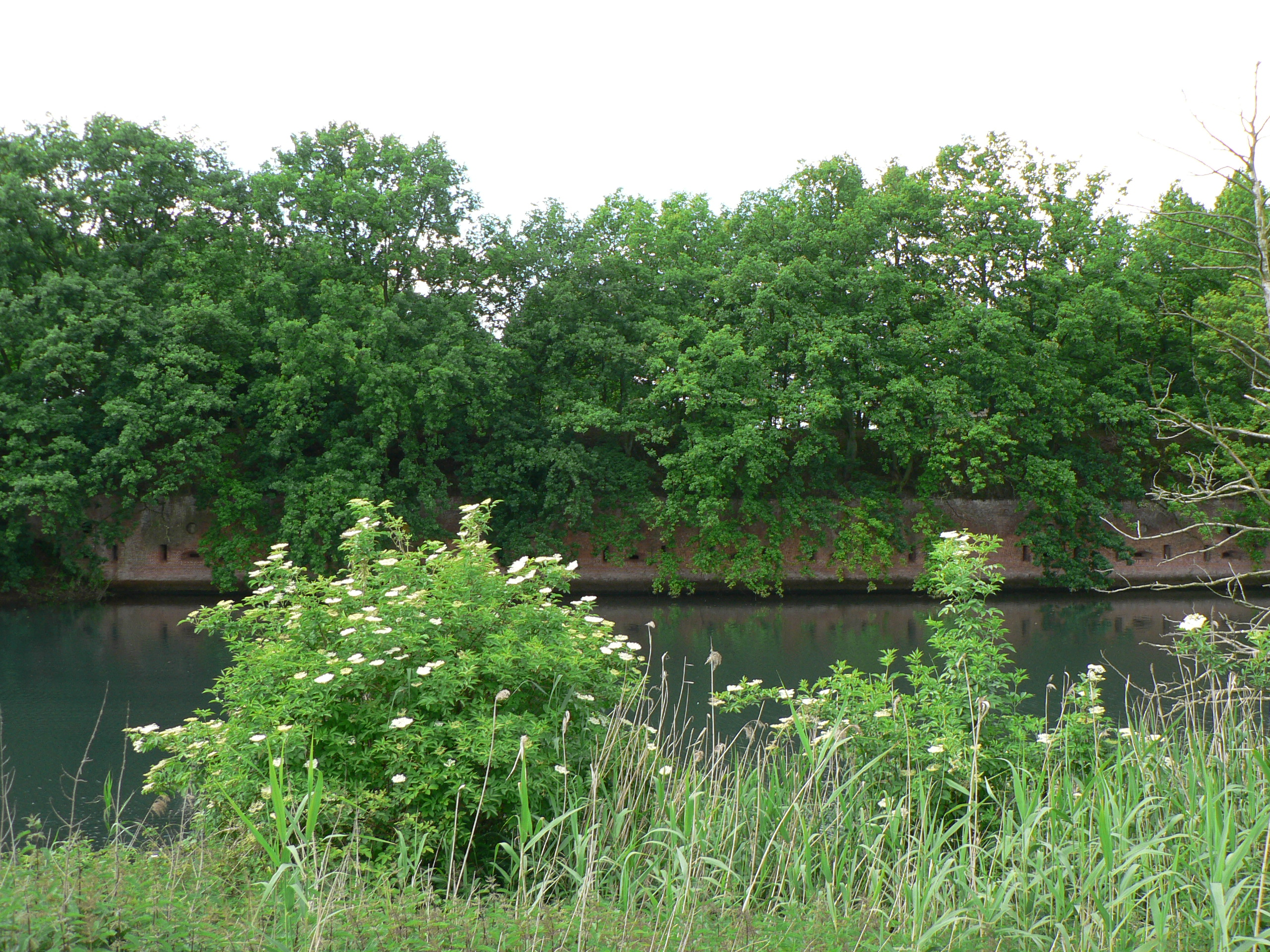